# Dharangaon
 (mars 2024).
Dharangaon, est une ville et un conseil municipal du district de Jalgaon dans l'État indien du Maharashtra. Lors du recensement de l'Inde de 2011, sa population s'élève à 35 375 habitants.